# Bulbophyllum leptophyllum
Bulbophyllum leptophyllum är en orkidéart som beskrevs av Walter Kittredge. Bulbophyllum leptophyllum ingår i släktet Bulbophyllum och familjen orkidéer. Inga underarter finns listade i Catalogue of Life.